# Bulbophyllum imerinense
Bulbophyllum imerinense là một loài phong lan thuộc chi Bulbophyllum.